# Parafia Trójcy Świętej w Terespolu
Parafia Świętej Trójcy w Terespolu – parafia rzymskokatolicka w Terespolu.
Parafia erygowana w 1607 roku, skasowana w 1888 roku przez władze carskie, wznowiona w 1905 roku. Obecny kościół parafialny murowany, wybudowany w 1863 roku, rozbudowany w latach 1981-2001, poświęcony 28 października 2001 roku. Mieści się przy ulicy Wojska Polskiego.
Styl - współczesny.
Terytorium parafii obejmuje: Dobratycze, Kobylany, Kołpin-Ogrodniki, Koroszczyn, Kukuryki, Lebiedziew, Lechuty Duże, Lechuty Małe, Łobaczew Duży, Łobaczew Mały, Małaszewicze Małe, Michalków, Murawiec, Polatycze, Samowicze, Terespol oraz Żuki.